# Стивън Маклейн
Стивън Гленууд Маклейн (на английски: Steven Glenwood MacLean е канадски астронавт. Той е президент на Канадската космическа агенция от 1 септември 2008 до 1 февруари 2013 г.

## Биография
Роден е на 14 декември 1954 г. в Отава, Онтарио, Канада. Получава бакалавърска степен по физика през 1977 г., докторска по физика през 1983 г. в Йоркския университет в Торонто, Онтарио. Между 1974 и 1976 г. работи в спортната администрация и връзки с обществеността в Йоркския университет. От 1976 до 1977 г. е член на канадския национален отбор по гимнастика. Преподава на непълно работно време в Йоркския университет в периода 1980 – 1983 г. През 1983 г. е гостуващ преподавател в Станфордския университет.

## Космическа кариера
През декември 1983 г. Маклийн е един от шестимата астронавти, избрани от Националния изследователски съвет на Канада. Започва подготовка през февруари 1984 и до декември 1985 г. за специалист по полезни товари. Назначен е в екипаж, но полетът е отложен заради катастрофата със совалката „Чалънджър“.
Излита на 22 октомври, а се приземява на 1 ноември 1992 г. със совалката „Колумбия“, мисия STS-52. Продължителността на полета е почти 10 дни.
През 1993 г. той става професор в Института за космически изследвания към Университета в Торонто.
През април 1994 г. е назначен да изпълнява длъжността генерален директор на Канадската астронавтическа програма. През юли 1996 г. той е избран да участва за обучение в „Космическия център Джонсън“ в Хюстън, Тексас. След две години на обучение и оценка, той е избран за полет като специалист на мисията.
Маклийн служи е в екипажа на STS-115 като специалист на мисията. Излита на 9 септември, а се приземява на 21 септември 2006 г. Той става първият канадски астронавт, който работи с роботизираната ръка Canadarm2. На 13 септември той прави първата си космическа разходка, продължила около 7 часа, за да активира неразтворени слънчеви панели, и става вторият канадец, след Кристофър Хадфийлд, излязъл в открития космос.

## Отличия
През 1993 г. става почетен доктор на Кралския военен колеж „Сен Жан“ в Квебек, Йоркския университет, Акадския университет във Волфил, провинция Нова Скотия. През септември 2006 г. е открито държавно училище в Отава, което носи неговото име.